# Sacred 2
Sacred 2: Fallen Angel (englisch für „heilig“, „ehrwürdig“) ist ein action-orientiertes Computer-Rollenspiel (Action-Rollenspiel) und der Nachfolger zu Sacred, entwickelt von Studio II Software und Ascaron und vertrieben durch Deep Silver. Es erschien im Oktober 2008 für Windows und im Mai 2009 für die Spielkonsolen Xbox 360 und PlayStation 3. Der Entwicklungsprozess war von großen Problemen und Verzögerungen geprägt, die schließlich zur Insolvenz und Zerschlagung von Ascaron führten. Die Rechte gingen daraufhin an Deep Silver, die die Reihe am 17. April 2013 mit dem Ableger Sacred Citadel und schließlich am 1. August 2014 mit dem Nachfolger Sacred 3 fortführten.

## Handlung
In der Welt von Ancaria gibt es eine magische Energie, die T-Energie, welche große Macht verleihen kann. Zu Anfang genutzt von den Seraphimen als Energiequelle für Maschinen und Waffen, hatten sie ihr Wissen an die Hochelfen weitergegeben. Da diese Energie so große Macht verlieh, erzeugte sie Angst, Zorn und Neid. Das führte kurz darauf zum großen Krieg, durch den die Rebellierenden das Festland verließen und zu Dryaden wurden. Die Menschen wurden zu Sklaven und durften sich nur noch in einem bestimmten Bereich Ancarias frei bewegen und die Zahl der Tempelwächter, einer Art anubisähnlicher Cyborg, ging stark zurück. Auch das Wissen um die große Maschine, welche die T-Energie erzeugte, ging verloren und mit der Zeit gingen die Rohrleitungen der T-Energie kaputt, wodurch sich Monster und Ähnliches bildeten.
Das eigentliche Spiel beginnt jedoch erst lange nach dem Krieg. Das Hochelfenreich wurde zu einem prächtigen Reich, jedoch wie sich schon bald zeigt, leidet es unter einem schrecklichen Bürgerkrieg zwischen Adel und Klerus. Beide Seiten versuchen, an die Macht zu kommen. Um einen entscheidenden Vorteil zu erlangen, versucht der Klerus die große Maschine zu finden. Auf dem Weg des Lichts versucht man es zu verhindern, um dem Krieg ein Ende zu setzen. Auf dem Weg des Schattens hingegen hilft man dem Klerus dabei.

## Spielprinzip
Die sechs spielbaren Charaktere sind der Schattenkrieger, die Seraphim, die als einzige Figur aus dem ersten Teil auch im zweiten Teil vertreten ist, die Hochelfe, der Inquisitor, der Tempelwächter und die Dryade. Die Spielweltgröße entspricht nach Herstellerangaben ungefähr der des Vorgängers (Sacred inklusive Sacred: Underworld). Neu im Spiel ist die Möglichkeit, die Spezialangriffe der Charaktere zu verbessern.

## Entwicklung

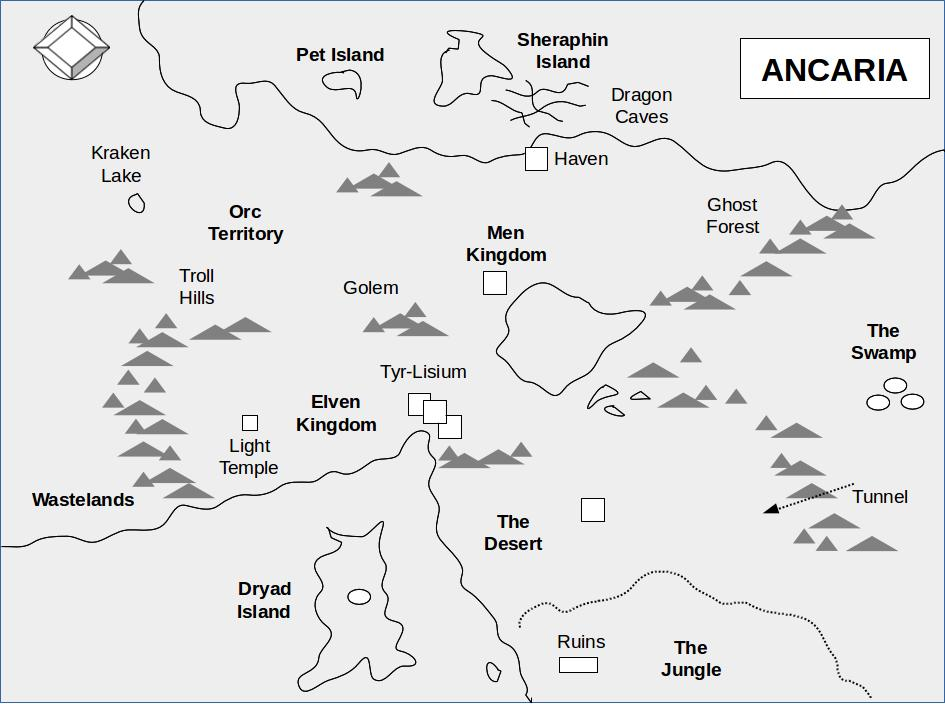
Ancaria

Für Sacred 2 wurde u. a. eine neue 3D-Engine entwickelt sowie Unterstützung für die Physikengine PhysX von Nvidia eingebaut, um die Spielwelt glaubhafter zu gestalten. Die Hintergrundgeschichte stammte vom US-amerikanischen Spieldesigner Bob Bates.
Auf der Game Developers Conference im März 2007 in San Francisco gab Ascaron offiziell bekannt, dass Sacred 2 auch für die Xbox 360 erscheinen soll, in einer grafisch aufgewerteten und auf Konsolen angepassten Version, die um zwei Spielmodi ergänzt werden sollte: schnell zugängliche Arenakämpfe (Spieler-gegen-Spieler sowie Spieler-gegen-Computer). Allerdings war die Spieleentwicklung zu diesem Zeitpunkt laut Projektleiter Franz Stradal noch nicht weit genug fortgeschritten. Das Team wurde jedoch zur Entwicklung einer entsprechenden Demo im Rahmen eines Marketingdeals für die Games Convention verpflichtet. Dafür mussten die regulären Arbeiten unterbrochen werden, um die knappe Frist einhalten zu können. Die entstandenen Inhalte konnten nicht in die Hauptentwicklung übernommen werden.
Im Herbst 2007 verkündete Ascaron eine Kooperation mit der deutschen Power-Metal-Band Blind Guardian. Blind Guardian schrieb einen exklusiven Song für das Spiel, mit dem die Band im Spiel ein virtuelles Konzert gibt. Um dieses Konzert freizuspielen, muss der Spieler Quests bewältigen (Wiederbeschaffung der Musikinstrumente), die von den Bandmitgliedern im Spiel gestellt werden. Nachdem die Quests beendet worden sind, kann das Video des Konzerts im Menü ausgewählt werden.
Ascaron setzte in Kooperation mit SecuROM ein DRM-System ein, welches das Spiel nach Online-Aktivierung ohne DVD im Laufwerk ermöglicht. Auf einen weitergehenden Kopierschutz wurde verzichtet, stattdessen sollen Kopien des Spiels ausdrücklich erstellt und verbreitet werden, wobei Aktivierungsschlüssel für die volle Nutzung online erworben werden können. Ohne den Aktivierungsschlüssel ist das Spiel als Testversion bis Ende des Installationstags nutzbar.

## Rezeption

### Kritiken
Dem Review-Aggregator Metacritic zufolge erhielt Sacred 2: Fallen Angels gemischte Bewertungen.
GameStar kritisierte die Bugs in der ungepatchten Verkaufsversion, gab dem Spiel allerdings mit dem Patch 2.31.0 nochmals eine höhere Wertung.
Im GamePro-Test wurden keine spielerischen Unterschiede zwischen den beiden Konsolenversionen festgestellt, die Xbox-360-Fassung sei allerdings aufgrund kleiner grafischer Unterschiede ein bisschen runder als die PlayStation-Version.

„Mehr Abstürze als in der Beta-Version? Das geht doch nicht! [...] Trotzdem: Sacred 2 ist (zumindest bis zum Release von Diablo 3) die erste Wahl für Actionrollenspieler - falls noch weitere Patches folgen!“

### Auszeichnungen
Sacred 2 erhielt den BIU Sales Award in Gold für 100.000 verkaufte Einheiten.
Beim Deutschen Entwicklerpreis 2008 wurde das Spiel durch eine Online-Abstimmung zum besten PC-Spiel und zum besten deutschen Actionspiel gekürt. Ein Jahr später folgte zudem die Auszeichnung als bestes internationales Konsolenspiel.

## Ice & Blood (Add-on)
Am 17. April 2009 gab Ascaron auf seiner Internetseite bekannt, dass ein Add-on zu Sacred 2: Fallen Angel in Entwicklung sei. Am 8. Juli 2009 wurde im offiziellen Sacred-2-Forum der Name Ice & Blood für das Add-on bekannt gegeben, das am 28. August 2009 erschienen ist. Das Add-on schaltet zwei neue Gebiete, die Blut- und die Kristallwelt, und eine neue Charakterklasse, den Drachenmagier, frei. Im Gegensatz zur Erweiterung Sacred: Underworld hat Ice & Blood keine zusätzliche Geschichte. Es gibt Quests zu den neuen Regionen, die aber nichts mit der Hauptgeschichte zu tun haben.

## Synchronisation
| Rolle           | Sprecher         | Anmerkung                        |
| --------------- | ---------------- | -------------------------------- |
| Schattenkrieger | Thomas Fritsch   |                                  |
| Seraphim        | Nana Spier       |                                  |
| Hochelfe        | Sandra Schwittau |                                  |
| Dryade          | Hansi Jochmann   |                                  |
| Inquisitor      | Michael Pan      |                                  |
| Tempelwächter   | Raimund Krone    |                                  |
| Drachenmagier   | Jacob Weigert    | Figur aus dem Add-on Ice & Blood |

## Begleitprodukte

### Romane
- Sacred 2: Der Schattenkrieger – die offizielle Vorgeschichte zum Game von A. D. Portland, Panini Verlag, Dezember 2007, ISBN 3-8332-1572-0
- Sacred 2: Fallen Angel – Der offizielle Roman zum Videogame von A. D. Portland, Panini Verlag, August 2008, ISBN 3-8332-1739-1

### Hörspiele
Der Hörspielverlag Weirdoz* veröffentlichte eine fünfteilige Hörspielreihe zum Spiel, mit Thomas Fritsch in der Hauptrolle.
- Sacred 2: Fallen Angel – Der Schattenkrieger. Folge 1: Die Auferstehung
- Sacred 2: Fallen Angel – Der Schattenkrieger. Folge 2: Das trügerische Paradies
- Sacred 2: Fallen Angel – Der Schattenkrieger. Folge 3: Im Bann der Bestie
- Sacred 2: Fallen Angel – Der Schattenkrieger. Folge 4: Das verbotene Wissen
- Sacred 2: Fallen Angel – Der Schattenkrieger. Folge 5: Die Erlösung